# Aste-Béon
Aste-Béon är en kommun i departementet Pyrénées-Atlantiques i regionen Nouvelle-Aquitaine i sydvästra Frankrike. Kommunen ligger i kantonen Laruns som tillhör arrondissementet Oloron-Sainte-Marie. År 2022 hade Aste-Béon 225 invånare.

## Befolkningsutveckling
Antalet invånare i kommunen Aste-Béon
| Referens: INSEE |